# Unterstützungsgruppe Zoll
Die Unterstützungsgruppen Zoll (UGZ) waren neben der Zentralen Unterstützungsgruppe (ZUZ) ein Spezialeinsatzkommando der Deutschen Zollverwaltung und damit eine Spezialeinheit ähnlich den MEK.
Die UGZ waren dem Zollkriminalamt Köln untergeordnet und wirkten bei der Unterstützung der Zollfahndungsämter sowie gelegentlich der Polizei mit. Sie wurden als Antwort auf die zunehmende Gewalt gegründet, da die SEKs der Länder selbst ausgelastet waren und der Einsatz von nicht speziell ausgebildeten Beamten zu gefährlich war. Eine gute Gesundheit und psychische Stabilität waren Grundvoraussetzungen für die Bewerbung. Die Aufnahmeprüfungen für die UGZ dauerten 14 Tage, im Durchschnitt bestanden nur 18 % der Bewerber die umfangreichen Tests.
Die UGZ sind nicht mit der Zentralen Unterstützungsgruppe Zoll zu verwechseln.
Die Unterstützungsgruppen Zoll wurden im Jahr 2007 aufgelöst und ihr Personal musste zu den Observationseinheiten Zoll wechseln.